# Хумашах-султанија (ћерка шехзаде Мехмеда)
Хумашах-султанија је била једино дете шехзаде Мехмета. 

## Детињство
Рођена је у августу 1543. године. Мајка Хумашах-султаније је била конкубина непознатог имена. Неки извори тврде да се можда звала Аја-хатун, али је сви харемски регисти помињу као мајку Хумашах султаније.
Верује се да је Хумашах живела у Старом двору са мајком, док је истовремено често проводила време са дедом и бабом у Топкапи палати. Хумашах је била једна од две вољене унуке Сулејмана (друга је била ћерка Михримах султаније  - Ајше-султанија).

## Односи са члановима династије
Наводно се верује да је она та која је у почетку одгајала и васпитавала Сафије кад је тек стигла у престоницу, где је Сафије била у њеној служби. Управо је Хумашах та која је 1562. године послала Мурату Сафије као поклон, па су Мурат и Сафије именовали своју најмлађу ћерку - Хумашах, у њену част. 
Такође је познато да је за време Муратове владавине Хумашах, поред Ајше-султаније, била присталица султаније Сафије, док је султанија Нурбану била против Сафије, чиме вероватно обе унуке султана Сулејмана нису имале добар однос са мајком Мурата III.

## Први брак
Први пут се удала 1566. године за Ферхат Мехмед-пашу (1526—1575). Она и њен супруг добили су парцелу у близини територије Старог двора, где су имали своју палату, поред џамије султана Бајазита. Имали су заједно пет синова и ћерлу:
- Фатма-султанија (тур. Fatma Hanımsultan) (1567 — 29. јун 1588) - била је удата за бејлербега Кастамонуа и Шахризора Мехмед-бега (умро 1586), с којим је имала сина Хаџи-пашу (1585—1655) који је служио као бејлербег Манисе.
- Мустафа-бег (1569—1623) - београдски санџак-бег, калиграф . Имао је сина Сулејман-бег (1590-јануар 1655).
- Осман-бег (1571—1626) - санџак-бег Болуа. Погинуо током неуспешне опсаде Багдада.
- Хасан-бег (1571—1630)
- Ибрахим-бег (?-1601)
- Хусни-бег (?-1627)

## Други брак
Након смрти Ферхат Мехмед-паше у фебруару 1575. године, 25. августа исте године, Хумашах се удала за Лала Мустафа-пашу. Брак је трајао до пашине смрти 1580. године. Са њим је имала једног сина:
- Абдулбаки-бег(1576-?) - био је ожењен Гевхер-султанијом, ћерком Есмахан султаније и Мехмет-паше Соколовића.

## Трећи брак
Њен последњи брак склопљен је 1581. године са Гази Мехмет-пашом (ум. август 1592). Мехмет-паша је био брат Ибрахим-паше, супруга Ајше-султаније, ћерке Мурата III.

## Смрт
Хумашах султанија је умрла 1582. године. Претпоставља се да је умрла приликом компликација током порођаја. Сахрањена је у очевој џамији.